# Adon Olam

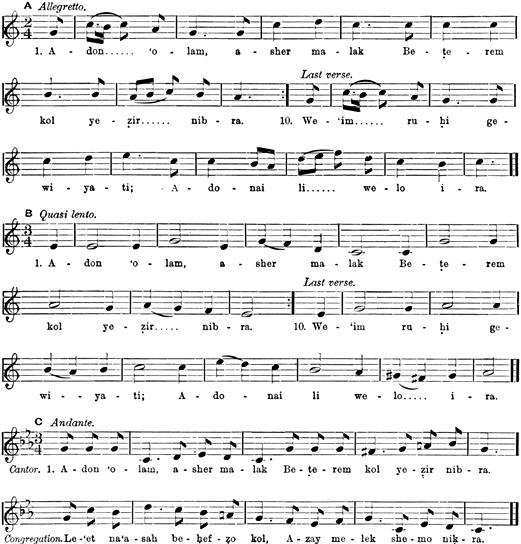
Adon Olam, avec paroles et mélodie, de la Jewish Encyclopedia.

Adon Olam (en hébreu אֲדוֹן עוֹלָם, litt. Seigneur du Monde) est l'un des seuls hymnes strictement métriques de la liturgie juive, dans lequel la noblesse de langage et le lissage de la versification ont été particulièrement pris en compte. Sa date de composition, ainsi que son auteur, sont inconnus. Bien que traditionnellement attribué au rabbin et poète Salomon ibn Gabirol, rien ne permet d'étayer cette affirmation.

## Usage liturgique
Adon 'Olam est l'un des hymnes les plus familiers dans l'éventail de la liturgie juive, employé dans les divers rituels partout dans le monde, bien que pas toujours à la même période de l'office, ni aux mêmes occasions; selon la coutume sépharade, dans le Mahzor de Rome et dans les synagogues anglaises en général, la congrégation le chante en clôture de l'office matinal du Shabbat et des jours fériés. Le Mahzor romain le fait suivre par l'hymne Yigdal (Leopold Zunz, "Ritus", p. 80).
Les Ashkénazes le chantent en lieu et place de l'hymne Yigdal qui clôture l'office vespéral de ces occasions. Ces hymnes sont chantés par les uns et les autres la veille de Yom Kippour, à Kol Nidre.
Du fait de cette association à la solennité, et des sentiments exprimés dans l'ouverture et la fermeture du chant, l'hymne peut également être entendu dans les chambres des défunts. Il est également imprimé au commencement de l'office quotidien du matin, car sa proclamation peut aider à la mise en phase du fidèle à la crainte révérencielle de l'hymne.
Dans son commentaire sur le Livre de prière (Rödelheim, 1868), Seligman Baer écrit que l'hymne semble avoir été conçu pour être chanté avant le coucher, l'une des dernières strophes portant "à l'heure de mon sommeil et lorsque je m'éveille". Il se pourrait cependant que la beauté et la grandeur de cet hymne aient privilégié son usage dans la liturgie, et qu'on le chantait sans discrimination au début comme à la fin de l'office.

## Versions et variantes
La version sépharade de l'hymne comprend de douze à quinze strophes, alors que la version ashkénaze n'en comporte que 10, omettant la quatrième stance (qui est une amplification de la troisième) et la sixième. Les deux dernières stances, chantées par certaines congrégations marocaines semblent être de composition ultérieure.
Bien que l'hymne soit si répandu et apprécié, les musiques traditionnelles sont assez peu nombreuses, seules quatre ou cinq d'entre elles pouvant être véritablement qualifiées de traditionnelles. La plus ancienne semble être une mélodie d'origine espagnole.

Une mélodie de construction similaire, mais d'origine plus nordique, est associée par les Juifs d'Angleterre à la saison pénitentielle.

### Versions traditionnelles
Cette mélodie est souvent chantée antiphonalement, entre le chantre et la congrégation, bien qu'elle ait vraisemblablement été conçue à l'origine pour un usage exclusivement congrégationnel, comme la mélodie espagnole précitée. Les arrangements antiphonaux les plus célèbres existent sous deux ou trois formes, la plus ancienne étant celle exposée ci-dessous.

### Versions plus récentes
Au XIXe siècle, chaque compositeur de chants synagogaux y allait de sa ou ses propres version d'"Adon 'Olam". La plupart de ceux-ci, suivant la pratique plus ancienne des synagogues durant la période moderne (voir chœur), tentaient des compositions polyphoniques plus ou moins élaborées. Cependant, le paradoxe de rendre un hymne essentiellement congrégationnel pratiquement impossible à chanter par la congrégation est rapidement reconnu, et on en revient à des hymnes. Alors que les pays francophones tendent à conserver la mélodie espagnole, dans les pays anglo-saxons, la version composée par Simon W. Waley (1827 - 1876) pour la West London Synagogue devient un classique pour les Juifs britanniques, réformés comme orthodoxes, sur le continent comme dans les colonies.
L'hymne est actuellement chanté de nombreuses façons différentes, et peut être chanté sur pratiquement n'importe quel air (dans les Associated Hebrew Schools, on le chante même sur l'air du "Yankee Doodle Went to Town" afin de briser la monotonie de la prière). 
De nombreuses synagogues apprécient l'usage de variations musicales "saisonnières" comme, par exemple, lors du Shabbat précédant Hanoukka, où on pourrait le chanter sur l'ai du Maoz Tsour.
L'air actuel le plus connu est probablement celui composé par le chanteur et compositeur Israélien Ouzi Hitman à l'occasion du festival hassidique de 1976. Il s'entend fréquemment dans de nombreuses synagogues de par le monde.

## Texte hébraïque
Le texte comporte quelques variantes. Les passages en grisé ne figurent que dans les siddourim sépharades, et sont donc omis par les Juifs ashkénazes. Le passage en bleuté figure dans le siddour Pata'h Eliahou mais non dans d'autres rituels de prières. De connotation plus kabbalisitique, il s'agit probablement d'un ajout ultérieur

| #  | Traduction littérale                                                                         | Traduction d'Edmond Fleg                                                | Transcription                                         | Hébreu                                    |
| -- | -------------------------------------------------------------------------------------------- | ----------------------------------------------------------------------- | ----------------------------------------------------- | ----------------------------------------- |
| 1  | Seigneur du monde, Qui régna, avant que toute création ne soit créée                         | Seigneur du monde, Dieu a régné avant que rien ne fut créé              | Adon 'olam asher malakh beterem qol yetsir nivra      | אֲדוֹן עוֹלָם אֲשֶׁר מָלַךְ בְּטֶרֶם כָּל יְצִיר נִבְרָא       |
| 2  | Dès l'instant où tout fut fait selon Sa volonté, alors Roi fut Son Nom proclamé              | Lorsque Dieu créa par Sa volonté du nom de roi Dieu fut nommé           | Lè'èt na'assa beheftso qol, azaï Melekh Shemo niqra   | לְעֵת נַעֲשָׂה בְחֶפְצוֹ כֹּל. אֲזַי מֶלֶךְ שְׁמוֹ נִקְרָא       |
| 3  | et après la fin de tout, Lui seul régnera, redoutable                                        | et quand tout sera consommé, seul Dieu régnera redouté                  | Vèa'harei kikhlot haqol, lèvado yimlokh nora          | וְאַחֲרֵי כִּכְלוֹת הַכֹּל. לְבַדּוֹ יִמְלוֹךְ נוֹרָא          |
| 4  | Et Il fut, et Il est, et Il sera dans la gloire                                              | Dieu fut, est, et sera. Et toujours Dieu resplendira.                   | Vèhou haya, vèhou hovè, vèhou yhye betifara           | וְהוּא הָיָה וְהוּא הֹוֶה וְהוּא יִהְיֶה בְּתִפְאָרָה        |
| 5  | Et Il est Un, sans second pour Le dominer ou s'associer à Lui                                | Et Dieu est Un, et nul second qui Lui puisse être compagnon             | Vèhou e'had, vèein sheni lehamshilo ou laha'hbira     | וְהוּא אֶחָד וְאֵין שֵׁנִי. לְהַמְשִׁילוֹ וּלְהַחְבִּירָה       |
| 6  | Sans commencement, et sans fin, et à Lui la puissance et le règne                            | Dieu ne commence, ni ne finit. La force, le règne le définit.           | Bèli reshit, bèli takhlit, vèlo ha'oz vèhamissera     | בְּלִי רֵאשִׁית בְּלִי תַכְלִית. וְלוֹ הָעֹז וְהַמִּשְׂרָהְ       |
| 7  | Inestimable, sans représentation, Immuable, Irremplaçable.                                   | (non traduit)                                                           | Bèli erekh, bèli dimyone, bèli shinouï outemoura      | בְּלִי עֵרֶךְ בְּלִי דִמְיוֹן. בְּלִי שִׁנּוּי וּתְמוּרָה        |
| 8  | Sans association, sans séparation, Grand dans la force et la vaillance,                      | (non traduit)                                                           | Bèli 'hibour, bèli pèroud, guedol ko'ah ouguèvoura    | בְּלִי חִבּוּר בְּלִי פִּרוּד. גְּדוֹל כֹּחַ וּגְבוּרָה         |
| 9  | Et Il est mon Dieu, et mon Sauveur vivant, et mon rocher dans mon malheur à l'heure de peine | Dieu est mon Souverain, mon Rédempteur, et mon salut dans le malheur,   | Vèhou Eli, vèhaï goali, vètsour 'hevli bèyom tsara    | וְהוּא אֵלִי וְחַי גּוֹאֲלִי. וְצוּר חֶבְלִי בְּיוֹם צָרָה    |
| 10 | Et Il est mon étendard et mon abri, Il partage ma coupe lorsque j[e L]'appelle               | mon refuge miraculeux au jour de mon cri douloureux.                    | Vèhou nissi oumanossi, mènat kossi beyom ekra.        | וְהוּא נִסִּי וּמָנוּסִי. מְנָת כּוֹסִי בְּיוֹם אֶקְרָא.      |
| 11 | Et Il est médecin, et Il guérit, et Il est espérance, et Il est aide                         | (non traduit)                                                           | Vèhou rofè, vèhou marpè, vèhou tsofè, vèhou ezra      | :וְהוּא רוֹפֵא וְהוּא מַרְפֵּא. וְהוּא צוֹפֶה וְהוּא עֶזְרָה |
| 12 | En Sa main, je dépose mon souffle, à l'heure de mon sommeil et lorsque je m'éveille          | Quand je m'éveille, quand je m'endors, je mets mon âme dans Sa main;    | Bèyado afqid rou'hi, bèet ishane vèa'ira              | בְּיָדוֹ אַפְקִיד רוּחִי. בְּעֵת אִישָׁן וְאָעִירָה          |
| 13 | Et avec mon souffle mon corps. Mon Seigneur est avec moi, [et] je ne crains rien.            | et je Lui donne aussi mon corps ; Dieu est avec moi, je ne crains rien. | Vè'ïm rou'hi guèviyati, Adonaï li vèlo ira            | וְעִם רוּחִי גְוִיָּתִי. אֲדֹנָי לִי וְלֹא אִירָא          |
| 14 | En Sa transcendance, mon esprit tournera; Il enverra bientôt notre Messie.                   | (non traduit)                                                           | Bèmiqdasho taguèl nafshi; Meshi'henou yishla'h mèhèra | בְּמִקְדָשׁוֹ תָּגֵל נַפְשִׁי מְשִׁיחֵנוּ יִשְׁלַח מְהֵרָה          |
| 15 | Et alors, nous chanterons en mon sanctuaire Amen, Amen, [ô] Nom redoutable.                  | (non traduit)                                                           | Vèaz nashir bèbeit qodshi Amen, amen, Shem Hanora     | וְאָז נָשִׁיר בְּבֵית קָדְשִׁי אָמֵן אָמֵן שֵׁם הַנּוֹרָא       |